# Carl Carlson Bonde
Carl Carlson Bonde, född 11 juni 1850 i Stockholm, död 16 november 1913 på Eriksberg i Stora Malm i Södermanland, var en svensk friherre (släkten Bonde) och politiker (liberal). Han var son till riksdagsmannen Carl Jedvard Bonde, måg till riksdagsmannen Corfitz Beck-Friis, svåger till riksdagsmannen Lave Beck-Friis samt far till hovjägmästaren Carl Gotthard Bonde och legationsrådet Knut Bonde.

## Biografi
Efter studier vid Uppsala universitet tjänstgjorde Carl Bonde vid de svenska beskickningarna i Paris, London och Rom innan han 1875 fick tjänst vid utrikesdepartementet. Dock lämnade han departementet redan 1876 för att ägna sig åt sin egendom Gimmersta i Julita socken. I det kommunala livet i Julita var han bland annat kommunalnämndens och fattigvårdsstyrelsens ordförande. Han var också ledamot av landstingsfullmäktige 1879–1884 samt 1886–1913 och var fullmäktiges ordförande 1904–1908 samt 1910–1913.
Bonde var riksdagsledamot i andra kammaren 1888–1890, 1894–1899 samt 1903–1913, fram till 1911 för Oppunda härads valkrets och från 1912 för Södermanlands läns södra valkrets. I riksdagen var han bland annat ledamot av lagutskottet i flera omgångar samt ordförande i konstitutionsutskottet 1912. Han var vice talman i andra kammaren 1912 och dess talman 1913.
Som frihandelsvänlig och moderat-liberal politiker anslöt Bonde sig till en början till Gamla lantmannapartiet som 1895 gick upp i Lantmannapartiet, men på grund av missnöje med den konservativa inriktning som präglade den nya partigruppen lämnade han i början av 1897 års riksdag detta parti. Kort därefter bildade han tillsammans med ett tjugotal andra ledamöter som också lämnat Lantmannapartiet (främst från Värmlands, Kopparbergs och Gävleborgs län) en liberalt präglad diskussionsklubb som gick under namnet Bondeska diskussionsklubben. Efter bildandet av Liberala samlingspartiet 1900 och Bondes förlust av sitt eget riksdagsmandat i föregående års val upplöstes dock klubben, och när han återkom till riksdagen år 1903 anslöt han sig till det nya partiet. I riksdagen engagerade han sig bland annat i författningsfrågor och exportpolitik.
Som innehavare av Eriksbergs fideikommiss (från 1895), visade Bonde i fråga om intresse för historisk forskning sig mån om att upprätthålla företrädarnas traditioner. Efter att först ha utgivit "Hedvig Elisabet Charlottas anteckningar om Sverige och Norge 1814" (1896) och "Hedvig Elisabet Charlotta. Fersenska mordet" (1898–99), publicerade han 1902–03 de två första delarna av denna furstinnas "Dagbok", omfattande tiden 1775–88. 1907 utgav han tredje delen av drottning Hedvig Elisabet Charlottas dagbok. 
Han utsågs till kammarherre 1876, överceremonimästare 1896 och var överstekammarjunkare 1900–1911. Han var också censor och inspektör för Dramatiska teatern 1898–1907 samt ordförande i Dramatiska teaterns AB 1907–1910. Carl Bonde var också engagerad i fredsfrågan och var styrelseledamot av Svenska freds- och skiljedomsföreningen samt Svenska fredsförbundet.

## Utmärkelser

### Svenska utmärkelser
- Konung Oscar II:s och Drottning Sofias guldbröllopsminnestecken, 1907.[3]
- Konung Oscar II:s jubileumsminnestecken, 1897.[3]
- Kommendör med stora korset av Nordstjärneorden, 24 januari 1908.[4]
- Kommendör av första klassen av Nordstjärneorden, 30 november 1901.[5]
- Riddare av Nordstjärneorden, 1889.[3]
- Kommendör av första klassen av Vasaorden, 1897.[3]
- Kommendör av andra klassen av Vasaorden, 1894.[3]

### Utländska utmärkelser
- Storkorset av Belgiska Leopoldsorden.[6]
- Kommendör av andra graden av Danska Dannebrogorden.[6]
- Storofficer av Franska Hederslegionen.[6]
- Officer av Franska Mérite agricoleorden.[6]
- Riddare av storkorset av Italienska kronorden.[6]
- Riddare av tredje klassen av Preussiska Kronorden.[6]
- Riddare av tredje klassen av Ryska Sankt Annas orden.[6]
- Kommendör av andra klassen av Sachsiska Albrektsorden.[6]
- Storkorset av Spanska Karl III:s orden.[6]
- Storkorset av Spanska Isabella den katolskas orden.[6]
- Första klassen av Osmanska rikets Meschidie-orden.[6]
- Riddare av första klass av Österrikiska Järnkroneorden.[6]
- Storkorset av Österrikiska Frans Josefsorden.[6]